# Antonio Rodríguez Salvador

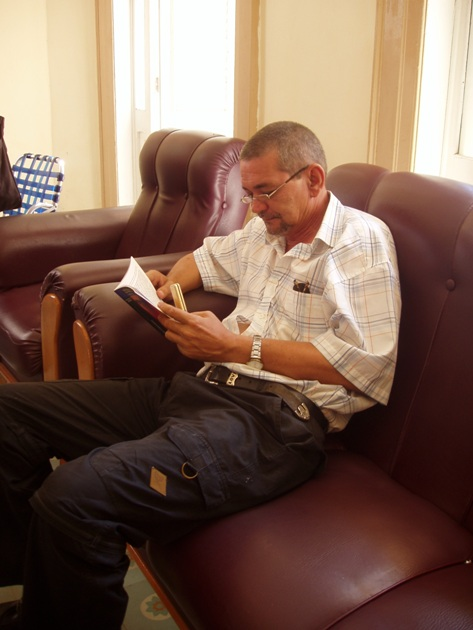
Antonio Rodríguez Salvador

Antonio Rodríguez Salvador (* 22. Dezember 1960 in Taguasco, Kuba) ist ein kubanischer Dichter, Dramaturg und Essayist. Er studierte Wirtschaftswissenschaften und ist als Professor für Redaktion und Stil an der Universität José Martí und für Dramaturgie an der Pädagogischen Universität Silverio Blanco in Sancti Spíritus tätig.
Er wird als eine der herausragenden Stimmen der aktuellen lateinamerikanischen Gegenwartsliteratur angesehen. Sein Stil zeichnet sich durch sprachliche Genauigkeit aus und spiegelt in der Prosa seine dichterische Fähigkeiten wider. Seine Erzählung weisen einen mythischen Hauch bei der Erforschung der Wirklichkeit mit vielfältigen Varianten der Gestaltungskraft auf. Das Absurde wird als ein Teil des realen Lebens gesehen, das im Werk beschrieben wird. Dabei zeigt sich eine enge Wechselwirkung mit einer philosophisch-burlesken Sichtweise des Lebens.

## Leben
Antonio Rodríguez Salvador wurde am 22. Dezember 1960 in Taguasco, Provinz von Sancti Spíritus, Kuba, geboren. Sein Vater Joaquín Antonio Rodríguez Castro war ebenfalls Schriftsteller, dessen von der Kritik gerühmtes Werk im Gedichtband „Flor de Campanillas“ 1950 und in diversen Anthologien veröffentlicht wurde, darunter die Anthologie 200 Jahre Sonett in Kuba.
Er besuchte eine Militärschule und schloss 1983 sein Studium der Wirtschaftswissenschaften an der Universität Las Villas ab. Auch im Sport machte er auf sich aufmerksam: 1979 gewann er den nationalen universitären Schachwettbewerb; 1985 erzielte er das beste Ergebnis im nationalen Postwettbewerb für die erste Schachkategorie.
Von 1987 bis 1995 war Antonio Rodríguez Salvador als Direktor des wichtigsten Papierkombinats in Kuba tätig und 1990 hielt er sich aus geschäftlichen Gründen in der Sowjetunion auf.
Von 1995 bis 1997 hatte er einen wichtigen Posten in der Vereinigung der kubanischen Papierhersteller inne. 1997 jedoch wurde sein Roman Rolandos bei zwei Literaturwettbewerben in Spanien ausgezeichnet und er entschloss sich, die Laufbahn in der Wirtschaft zu beenden und sich ganz der Literatur zu widmen. Seit 1993 gehört er der Vereinigung kubanischer Autoren und Künstler an. Von 1999 bis 2000 war er Direktor des Verlags Luminaria. Im Jahr 2000 wurde er als Persönlichkeit der Kultur ausgezeichnet und wurde 2005 zum Ehrenmitglied der Asociación Hermanos Saíz ernannt, des staatlichen Verbandes für junge Kulturschaffende. 1997 erhielt er das Wappen der spanischen Stadt Rojales, Provinz Alicante.

## Werke
| - 1991: Oficio de caminante - 1992: Quiero que me dasanudes - 1993: En un sombrero de mago - 1996: Hágase un solitario - 1997: Rolandos - 2002: Sueño a cuatro manos - 2002: Espejo del solitario - 2005: Pato de bodas | - 1999: Líneas aéreas - 2002: De Cuba te cuento - 2004: Que caí bajo la noche |

## Prämien und Auszeichnungen
- 1996 National Award der Stadt Santa Clara (Roman)
- 1997 National Award "Pinos Nuevos", La Habana, Cuba (Roman)
- 1997 International Award "Salvador García Agular" Spanien (Roman)[7]
- 2002 National Award der Stadt Sancti Spiritus (Poesie)
- 2008 Nationale Essay Prize Magazin "Videncia", Cuba[8]